# PRIDE GRANDPRIX 2000 決勝戦
PRIDE GRANDPRIX 2000 決勝戦（プライドグランプリにせん けっしょうせん）は、日本の総合格闘技イベント「PRIDE」の大会の一つ。2000年5月1日、東京都文京区の東京ドームで開催された。

## 大会概要
桜庭和志とホイス・グレイシーとの戦いはグレイシー一族の要求したレフェリーストップなし、15分無制限ラウンドの特別ルールを桜庭が呑んだことにより一気に世の注目を集める。試合は6R90分間の死闘の末、グレイシー陣営のタオル投入により桜庭がTKOで勝利した。
小路晃は圧倒的な体格差のあるマーク・コールマンを相手に大健闘し、敗れはしたもののファンの熱い声援を受けた。
藤田和之はグランプリ優勝候補といわれたマーク・ケアーを相手に判定勝ちを収め、この日一番の大番狂わせを起こした。
準決勝は日本人2人が共にタオル投入によるTKO負け。
決勝はコールマンがボブチャンチンに勝利し、初代グランプリ王者となった。

## 試合結果
第1試合 PRIDE GRANDPRIX 2000 2回戦 15分1R
○  イゴール・ボブチャンチン vs.  ゲーリー・グッドリッジ ×
1R 10:14 TKO（レフェリーストップ：右フック→グラウンドパンチ）
※ボブチャンチンが準決勝進出
第2試合 PRIDE GRANDPRIX 2000 2回戦 15分無制限R
○  桜庭和志 vs.  ホイス・グレイシー ×
6R終了時 TKO（タオル投入：棄権）
※桜庭が準決勝進出
第3試合 PRIDE GRANDPRIX 2000 2回戦 15分1R
○  マーク・コールマン vs.  小路晃 ×
1R終了 判定3-0
※コールマンが準決勝進出
第4試合 PRIDE GRANDPRIX 2000 2回戦 15分1R
○  藤田和之 vs.  マーク・ケアー ×
1R終了 判定3-0
※藤田が準決勝進出
第5試合 スペシャルマッチ 10分2R
○  ガイ・メッツァー vs.  佐竹雅昭 ×
2R終了 判定3-0
第6試合 PRIDE GRANDPRIX 2000 準決勝 15分1R
○  イゴール・ボブチャンチン vs.  桜庭和志 ×
1R終了時 TKO（タオル投入：棄権）
※ボブチャンチンが決勝進出
第7試合 PRIDE GRANDPRIX 2000 準決勝 15分1R
○  マーク・コールマン vs.  藤田和之 ×
1R 0:02 TKO（タオル投入：左膝靭帯損傷）
※コールマンが決勝進出
第8試合 スペシャルマッチ 10分2R
○  ケン・シャムロック vs.  アレクサンダー大塚 ×
1R 9:43 TKO（レフェリーストップ：左フック→グラウンドパンチ）
第9試合 PRIDE GRANDPRIX 2000 決勝戦 15分1R
○  マーク・コールマン vs.  イゴール・ボブチャンチン ×
2R 3:09 TKO（ギブアップ：グラウンドの膝蹴り）
※コールマンがグランプリ優勝